# Acropora striata
Acropora striata е вид корал от семейство Acroporidae. Видът е световно застрашен, със статут Уязвим.

## Разпространение
Разпространен е в Австралия, Гуам, Индонезия, Кирибати, Малайзия, Маршалови острови, Микронезия, Ниуе, Острови Кук, Палау, Папуа Нова Гвинея, Провинции в КНР, Северни Мариански острови, Сингапур, Соломонови острови, Тайван, Тайланд, Филипини, Френска Полинезия и Япония.